# Francesco Maria della Rovere (doge)
Il Serenissimo Francesco Maria della Rovere (Genova, 13 febbraio 1695 – Genova, 23 maggio 1768) fu il 168º doge della Repubblica di Genova, ultimo esponente del ramo genovese della famiglia della Rovere.

## Biografia

Stemma nobiliare dei Della Rovere

Unico figlio di Clemente e di Maria Doria, nacque a Genova il 13 febbraio 1695. Più legato agli interessi culturali e agli affari commerciali, Francesco Maria della Rovere si prestò poco alla politica attiva e alla gestione pubblica dello stato genovese. Il suo nome, infatti, compare per la prima volta nel 1746 tra i membri del magistrato di Guerra, durante l'occupazione austriaca a Genova, e se pur impegnandosi marginalmente alla resistenza genovese ne abbracciò e ne promosse la rivolta. Successivamente, e a più riprese, la figura del Della Rovere fu scelta per guidare, talvolta con la carica di presidente, il magistrato di Abbondanza curando i rifornimenti e i prezzi dei generi di prima necessità; gli stessi cronisti dell'epoca giudicheranno positivamente l'operato del nobile, una gestione che in più occasioni evitò carestie nella città genovese e nelle Riviere.
Il 29 gennaio del 1765 il Gran Consiglio lo elesse nuovo doge di Genova - il centoventitreesimo in successione biennale e il centosessantottesimo nella storia repubblicana - con una maggioranza di 246 voti a favore sui 444 membri presenti all'elezione. Tra i suoi atti compiuti nel suo dogato sono ricordate l'ascrizione di nuove famiglie che negli anni della guerra di successione austriaca, e relativi avvenimenti genovesi, furono fedeli e al fianco delle istituzioni.
A sue spese commissionò nuovi lavori di conservazione e di restauro per il palazzo Ducale, la residenza biennale del doge in carica e sede del potere politico per la presenza del Maggior e Minor Consiglio della Repubblica di Genova. Mantenne, inoltre, buoni rapporti con la Santa Sede di Roma e anche grazie alle sue conoscenze romane favorì l'elezione cardinalizia dei genovesi Nicolò Serra e Lazzaro Pallavicini.
Terminata la carica dogale il 29 gennaio 1767, Francesco Maria della Rovere morì a Genova il 23 maggio 1768.
Non avendo avuto prole dalla moglie Caterina Negrone - figlia dell'ex doge Domenico e nipote di altri dogi genovesi - il ramo nobiliare genovese dei Della Rovere si estinse. Tra i beni posseduti da Francesco Maria della Rovere vi fu la Villa Gavotti ad Albisola Superiore che lo stesso, nella seconda metà del Settecento, commissionò lavori di ampliamento e di ristrutturazione.